# Papuania impressipennis
Papuania impressipennis is een keversoort uit de familie bladkevers (Chrysomelidae). De wetenschappelijke naam van de soort werd in 1906 gepubliceerd door Martin Jacoby.